# Adelswärd
Adelswärd är en svensk adlig ätt, härstammande från ryttmästaren Johan Hultman som adlades 1719.

## Historia
Äldste kände stamfader är borgaren och handelsmannen i Norrköping, Lars Hemmingsson (†1688), medlem av stadens handelsgille och farbror till professor Hemming Forelius. Hans son var handlanden i Norrköping, Lorentz Hultman (†1702). Dennes son, ryttmästaren vid Svenska Adelsfanan, Johan Hultman (1690–1729), adlades tillsammans med sin så kallade svåger, vilken i själva verket var hans svärmoders systers svärson, löjtnanten vid Svenska Adelsfanan, sedermera ryttmästaren Leonhard Keijser (1687–1756), 10 december 1719 i Stockholm av drottning Ulrika Eleonora med namnet Adelswärd, och introducerades 1720 under nummer 1707. Den Keijserska ättegrenen utgick med stiftaren själv 24 januari 1756.
Med sin hustru Altéa Silfverström (1700–1765) hade Johan Hultman två barn som levde till vuxen ålder, dottern Altéa Johanna (1723–1775), gift med Gustaf Spalding (1709–1778), adlad Spaldencreutz, och sonen landshövdingen och krigsrådet Johan Adelswärd (1718–1785). Därmed  ugick adliga ätten Adelswärd. Johan Adelswärd den yngre upphöjdes nämligen 1770 till friherre. Släkten introducerades som nummer 249 och fortlever.
Den senares sonson Erik Reinhold Adelswärd (1778–1840) upphöjdes i grevlig värdighet den 19 juni 1823 på Stockholms slott av Konung Karl XIV Johan enligt 37 § regeringsformen, innebärande att endast huvudmannen innehar grevlig värdighet och introducerades på nummer 138. Vid hans död 1840 avsade sig hans barn den grevliga värdigheten.
Ätten har gemensamt ursprung med utdöda adliga ätten Carlsköld nummer 1890 A.

## Medlemmar i släkten Adelsvärd
- Johan Adelswärd (1718–1785), landshövding och krigsråd
- Erik Göran Adelswärd (1751–1810), godsägare, militär och riksdagsman
- Erik Reinhold Adelswärd (1778–1840), militär, hovman, ämbetsman och politiker
- Georg Nicolaus Adelswärd (1810–1878), kammarherre, minister vid franska hovet[4]
- Reinhold Casimir Oscar Adelswärd (1811–1898), medlem av franska nationalförsamlingen, bror till ovanstående
- Axel Adelswärd (1828–1900), godsägare och riksdagsman
- Gustave Adelswärd (1843–1895), konstnär
- Theodor Adelswärd (1860–1929), finansminister och riksdagsman
- Adolf Adelswärd (1862–1931), militär
- Lizi Adelswärd (1877–1958), konstnär
- Jacques d'Adelsward-Fersen (1880–1923), skandalomsusad författare, barnbarn (?) till Reinhold Casimir
- Anna Sparre, född Adelswärd (1906–1993), författare
- Johan Adelswärd (1936–2023), godsägare och hovjägmästare
- Viveka Adelswärd (född 1942), professor i samtalsforskning